# Kaple s hrobkou (Letov)
Kaple s kryptou v Letově je empírová sakrální stavba stojící pod letovským kostelem v okrese Louny, která sloužila jako pohřební kaple vrchnosti (v soupisu budov Todtengruft). Stojí uprostřed zrušeného hřbitova na návsi. Od roku 1964 je kaple chráněna jako kulturní památka.

## Historie

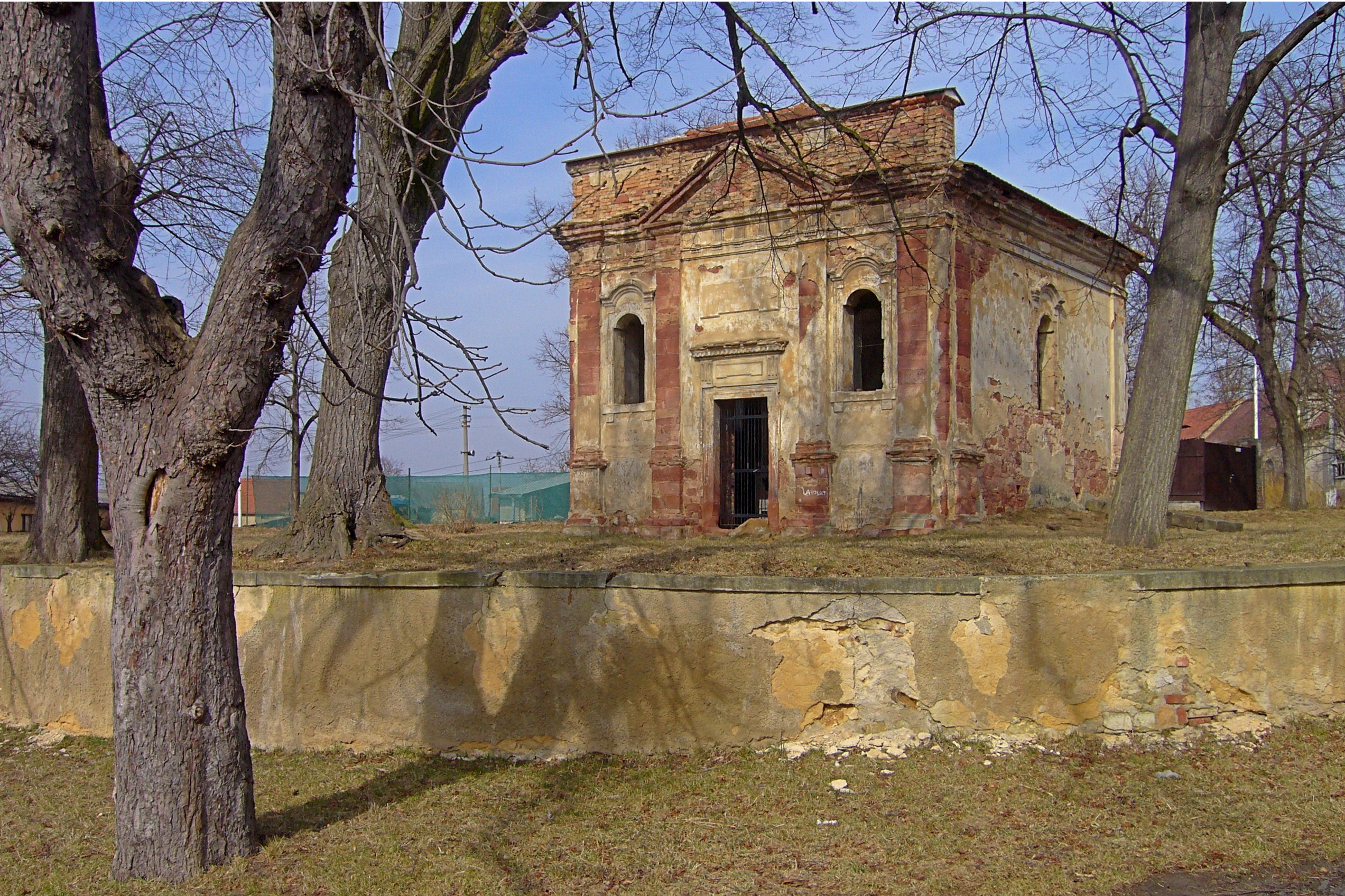
Kaple s hrobkou v roce 2011

Zadavatelem výstavby hrobní kaple v Letově byl rytíř Ignác Schreiter ze Schwarzenfeldu (1749–1824). Jednalo se o původem kadaňského měšťana, osvícence a filantropa. Jako velmi schopný hospodář by pro zásluhy roku 1807 povýšen do šlechtického stavu s přídomkem „ze Schwarzenfeldu“. V roce 1815 již jako rytíř získal český inkolát. Kaple byla dokončena roku 1817. Jedná se o zjednodušenou repliku Mladotovské pohřební kaple z roku 1803, která stojí u farního kostela v Mašťově. Letovská pohřební kaple byla v období 1945–1989 zdevastována. Fasáda byla poškozena, objekt byl bez oken a kovových dveří, které byly ukradeny. Vykradeny a zdevastovány byly i hrobky v kryptě pod kaplí. Pozemek s kaplí patří městu Podbořany. Město nechalo v roce 2014 opravit fasádu kaple. Z důvodu nedostatečné kvality opravy se však v roce 2015 muselo na náklady města přistoupit k dalším opravám. V roce 2016 je fasáda kaple obnovená.

## Architektura
Jedná se o empírovou stavbu orientovanou k východu. Má pseudobarokní průčelí. Kaple je čtvercová, sklenutá plochými plackami, které jsou podpírány čtyřmi toskánskými sloupy na hranolových soklech. Kaple je bez zařízení.